# Падналият ангел
„Падналият ангел“ (на английски: Fallen) е американски свръхестествен трилър от 1998 г. на режисьора Грегъри Хоблит, продуциран е от Чарлс Роувън и Даун Стийл, сценарият е на Никълъс Казан и участват Дензъл Уошингтън, Джон Гудмън, Доналд Съдърланд, Ембет Дейвиц, Джеймс Гандолфини и Илаяс Котеас. Филмът излиза по кината в Съединените щати на 16 януари 1998 г., разпространен от „Уорнър Брос“.